# Лечберзький базисний тунель
46°34′46″ пн. ш. 7°38′57″ сх. д. / 46.5794° пн. ш. 7.64917° сх. д.

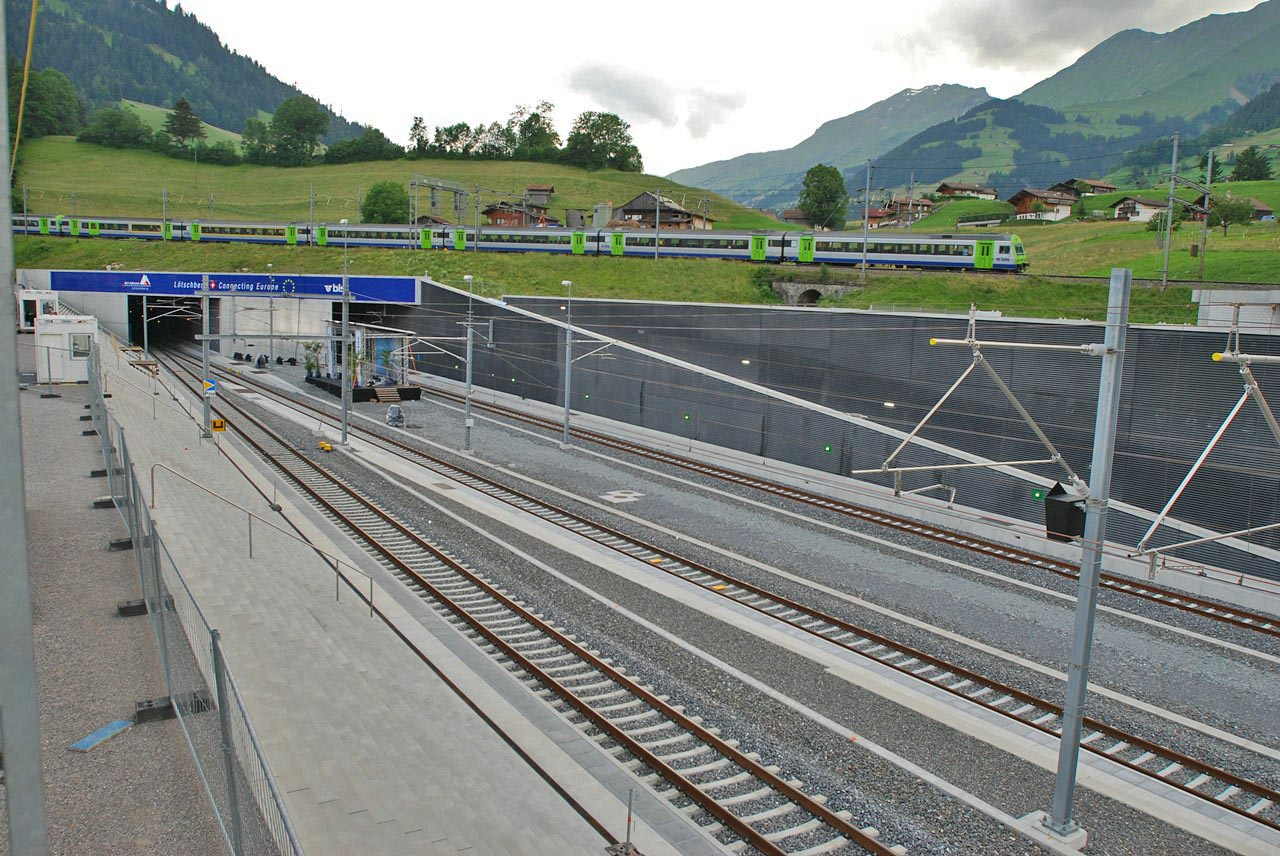
Північний портал у Фрутігені

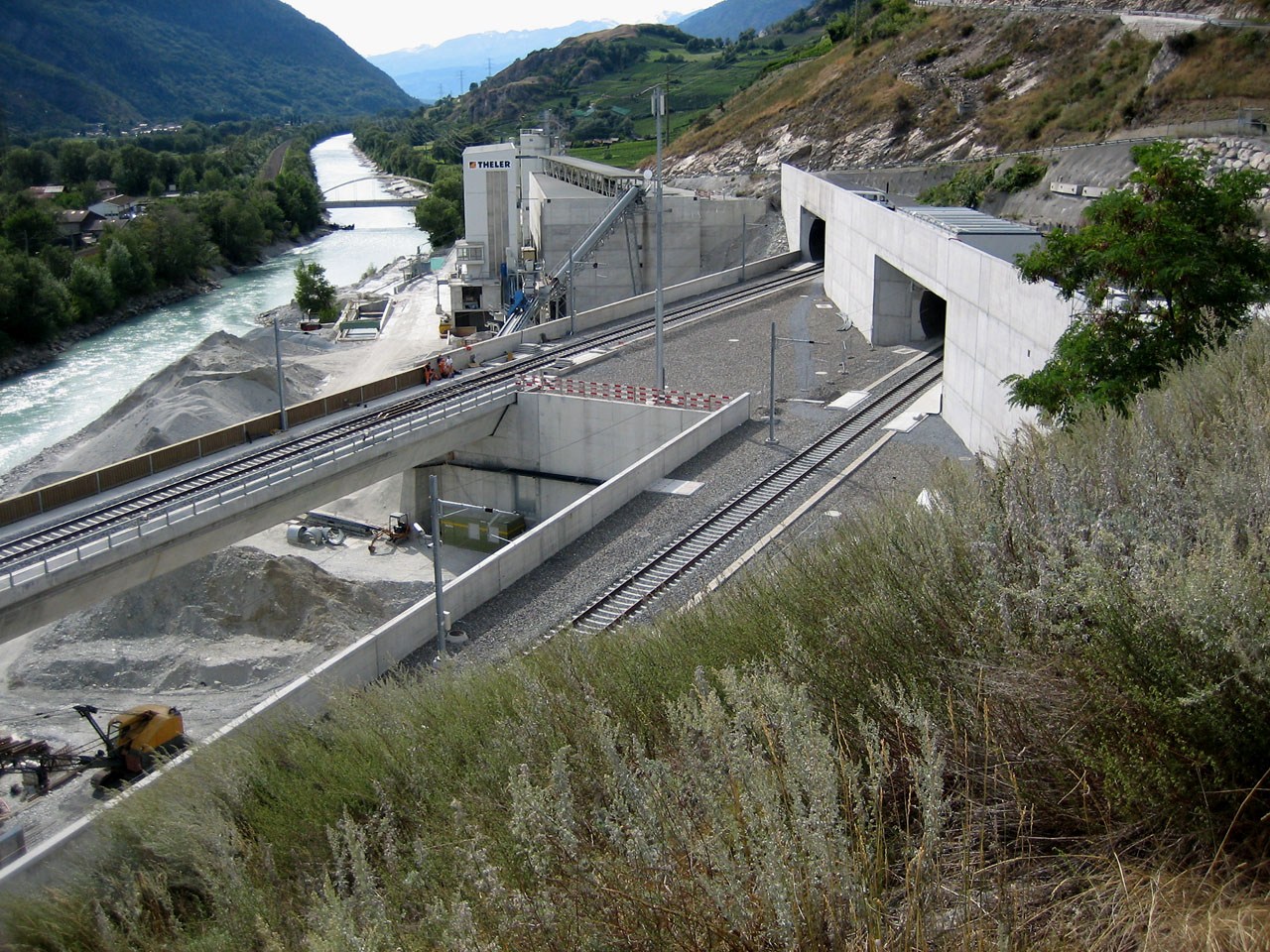
Південний портал біля Рарону

Лечберзький базисний тунель (нім. Lötschberg-Basistunnel) — залізничний тунель завдовжки 34,57 км, побудовано на Лечбергбані через Альпи на 400 м нижче існуючого тунелю Лечберг. На середину 2010-х є одним з найдовших у світі сухопутним тунелем (за винятком деяких тунелів метро), обслуговує пасажирські та вантажні поїзди. Тунель прокладено між Фрутігеном, кантон Берн (46°34′43″ пн. ш. 7°38′57″ сх. д. / 46.5787° пн. ш. 7.6491° сх. д.), і Рароном, Вале (46°18′33″ пн. ш. 7°49′54″ сх. д. / 46.3091° пн. ш. 7.8316° сх. д.). Збійка відбулася у квітні 2005 року, а будівництво закінчилося у 2006 році. Церемонія відкриття відбулась у червні 2007,  а повномасштабна робота розпочалася у грудні 2007 року.

## Проєкт
Побудований задля зменшення вантажного руху на швейцарських автодорогах, базисний тунель Лечберг дозволяє збільшити кількість вантажних автомобілів і причепів, які завантажуються на потяги в Німеччині, проходять через Швейцарію залізницею і вивантажуються в Італії. Він також скорочує час у дорозі для німецьких туристів, які вирушають на гірськолижні курорти Швейцарії і ставить Вале в комутуючу відстань до Берну внаслідок скорочення часу у дорозі на 50 %. Загальна вартість — 4,3 млрд швейцарських франків (станом на 2007, виправлені ціни 1998 року). Базисні тунелі Лечберг і Готтард є частиною проєкту AlpTransit.

## Будівництво і використання
Будівництво колії в базисному тунелі Лечберг було завершено в липні 2006 року. Були проведені всебічні випробування, зокрема понад 1000 тестових рейсів, які були орієнтовані крім іншого на використання системи ETCS рівня 2. У друге півріччя 2007 року (після відкриття), тільки регулярні вантажні поїзди використовували базисний тунель, плюс деякі міжнародні та міжміські пасажирські поїзди (без зупинок між Шпіц і Бріг); проте, пасажирські поїзди використовували старий графік (час у дорозі між Шпіцом і Брігом вважався 56 хв до грудня 2007 року, навіть якщо фактичний час проїзду через базисний тунель становив тільки 30 хвилин).
З лютого 2008 року ЛБТ використовується для роботи на міжміських маршрутах. Час у дорозі між Фіспом і Шпіцом становить близько 28 хвилин (приблизно 16 хвилин в базисному тунелі).

## Статус завершення
Через величезну вартість проєкту AlpTransit, були направлені кошти на Готтардський базисний тунель, тоді як базисний тунель Лечберг побудований тільки на половину. Повністю завершений, він буде складатися з двох одноколійних тунелів, що прямують паралельно від порталу до порталу, з'єднаних приблизно кожні 300 метрів поперечними збійками, дозволяючи використовувати інший тунель для евакуації
Станом на 2015 рік з півдня на північ третина тунелю двоколійна, третина — одноколійна, з побудованим другим тунелем, а остання третина — з тільки одним одноколійним тунелем, паралельні розвідувальні штольні забезпечують аварійний вихід. Будівництво ділиться на 3 етапи, із завершеним етапом 1:
- Етап 1: будівництво близько 75 % довжини західного тунелю і завершення східного тунелю головного тунелю, тунелю Енгстліге, двох мостів через річку Рона, і відгалуження на Штег. Колії прокладені в східному тунелі і східній половині тунелю Енгстліге, і на 12 км західного тунелю, починаючи з півдня.
- Етап 2: укладання колії в пробиту, але не обладнану частину західного тунелю, і в західний тунель тунелю Енгстліге.
- Етап 3: будівництво частини західного тунелю що залишилася завдовжки 8 км, прокладка колій у відгалуженні на Штег, і підключення цієї гілки до магістральної лінії Бріг-Лозанна в сторону Лозанни.

Етапи 2 і 3 можуть бути виконані разом. Завершення оцінюється у 1 млрд швейцарських франків. Проєкт також містить два паралельні мости через річку Рона в кантоні Вале, 2,6 кілометровий тунель Енгстліге (мілкого закладення; 2 галереї розділені стіною).

## Експлуатація
Близько 110 поїздів на добу прямують базисним тунелем, і 66 — старим гірським тунелем. З 110 поїздів, 30 — пасажирські та 80 — вантажні, включаючи інтермодальні вантажні перевезення і важкі вантажні поїзди. Важкі вантажні поїзди максимальною вагою 4000 тонн і максимальною довжиною в 1500 метрів можуть використовувати тільки базисний тунель, адже вони не можуть пройти існуючим гірським маршрутом.

## Швидкість руху
- Регулярні вантажні поїзди: 100 км/год
- Кваліфіковані вантажні поїзди: 160 км/год
- Пасажирські поїзди: 200 км/год
- Пасажирські поїзди з кузовом, що нахиляється: 250 км/год

## Геотермальна енергія
Тепло води, що надходить з тунелю, використовується для опалення проєкту Tropenhaus Frutigen, тропічної оранжереї, що виробляє екзотичні фрукти, осетрове м'ясо і кав'яр.

## Ресурси Інтернету
- Überblick über Veröffentlichungen von Ständerat L.M. Cavelty zu Grundsatzfragen der Alpenbahnplanung [Архівовано 4 березня 2016 у Wayback Machine.]
- Offizielle Seite der ARGE Bahntechnik Lötschberg [Архівовано 7 жовтня 2018 у Wayback Machine.] (Bahntechnikausstatter des Lötschberg-Basistunnels)
- Архівна копія на сайті Wayback Machine.